# Neurofysiologi
Neurofysiologi är en avdelning inom neurovetenskapen och fysiologin som omfattar nervsystemets funktion(er). Mycket neurofysiologisk forskning syftar till att studera hur nervceller kommunicerar via transmittorsubstanser och synapser.

## Neurofysiologins grunder
Inåtledande afferent information från kroppens sinnesorgan (hud/känsel, ögon/syn, öron/hörsel, näsa/lukt, tunga/smaksinne) förs via nervfibrer in till det centrala nervsystemet CNS (hjärnan och ryggmärgen). Via utåtledande efferenta nerver styrs muskler, körtlar och inre organ.
Ämnen som ingår i neurofysiologi är kunskap om nervceller, synapser, neurotransmittorer och signalsubstanser, muskelkontraktioner, sinnesorganen, känselupplevelser, syn, hörsel, lukt och smak, motoriska nervsystemet, ryggmärgen, hjärnstammen, lillhjärnan (cerebellum), basala ganglier, hjärnbarken, autonoma nervsystemet, smärta, emotioner och känslor, medvetande, sömn, minnet.
Baserat på den information som hjärnan och ryggmärgen (centrala nervsystemet) får från afferenta nerver, formulerar de ett lämpligt svar. De enda två sätt som det centrala nervsystemet kan reagera på är via en ökning eller minskning av kontraktionen (sammandragning) av muskler och ökad eller minskad sekretion (utsöndring) från kroppens körtlar.

## Undersökningsmetoder
Neurofysiologiska undersökningar som ofta utnyttjas inom klinisk verksamhet är bland andra EEG, ENeG, EMG, SSR, VEP, SEP, fMRI och Motor Evoked Potential.